# Colias dubia
Dwarf Clouded Yellow, Colias dubia là một loài bướm nhỏ thuộc họ Pieridae, có màu vàng và trắng, được tìm thấy ở India.

## Hình ảnh

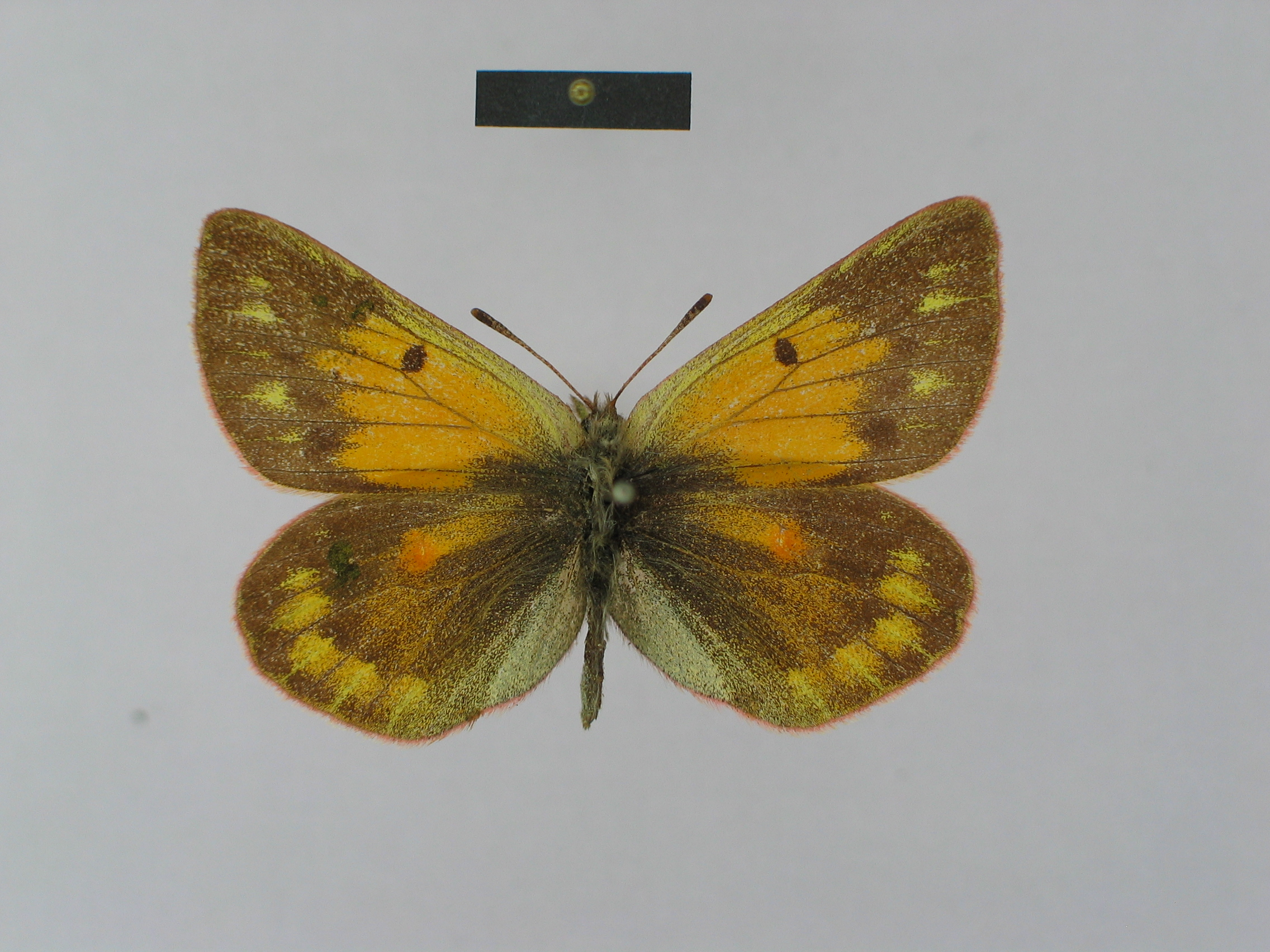
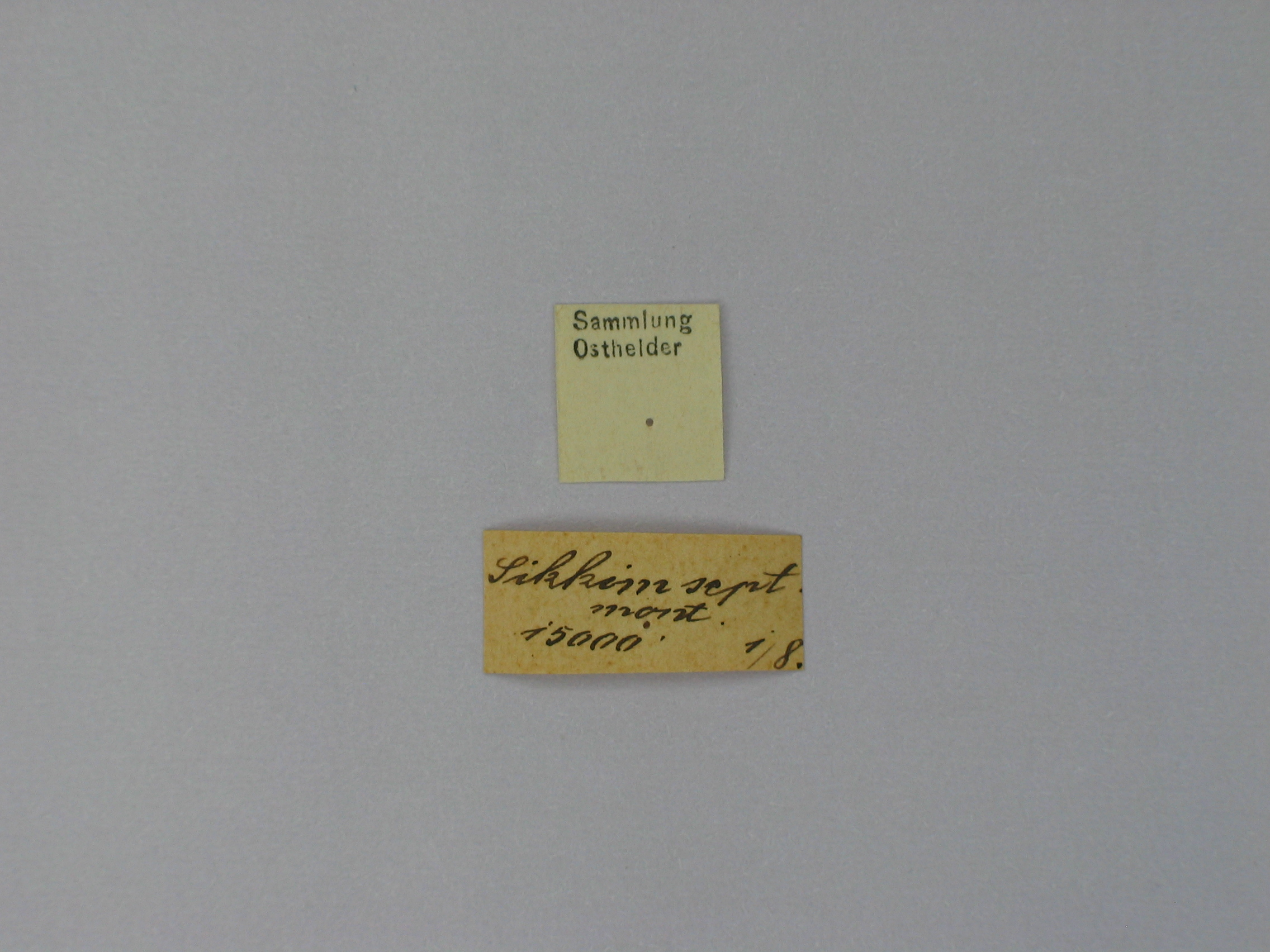
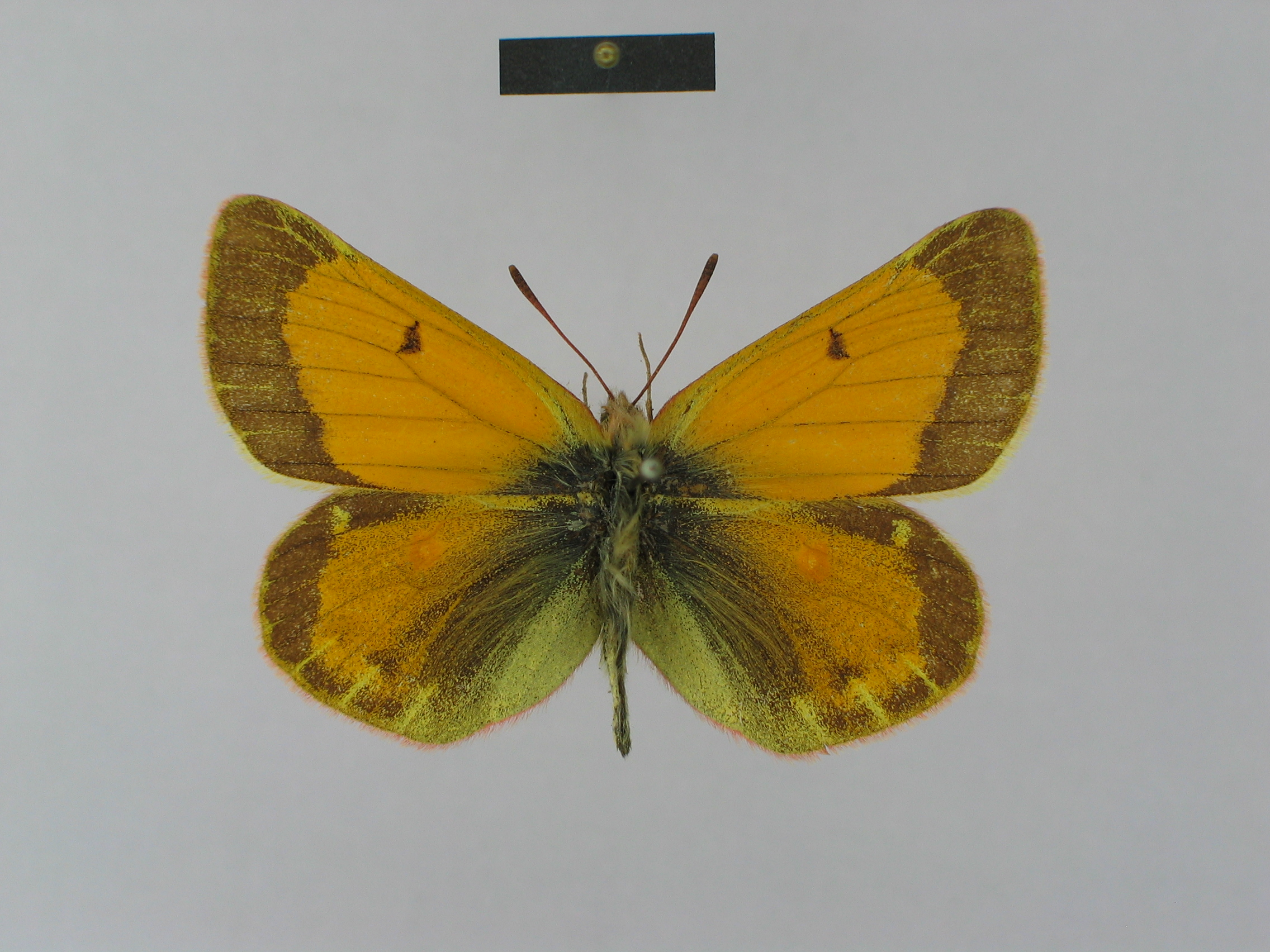
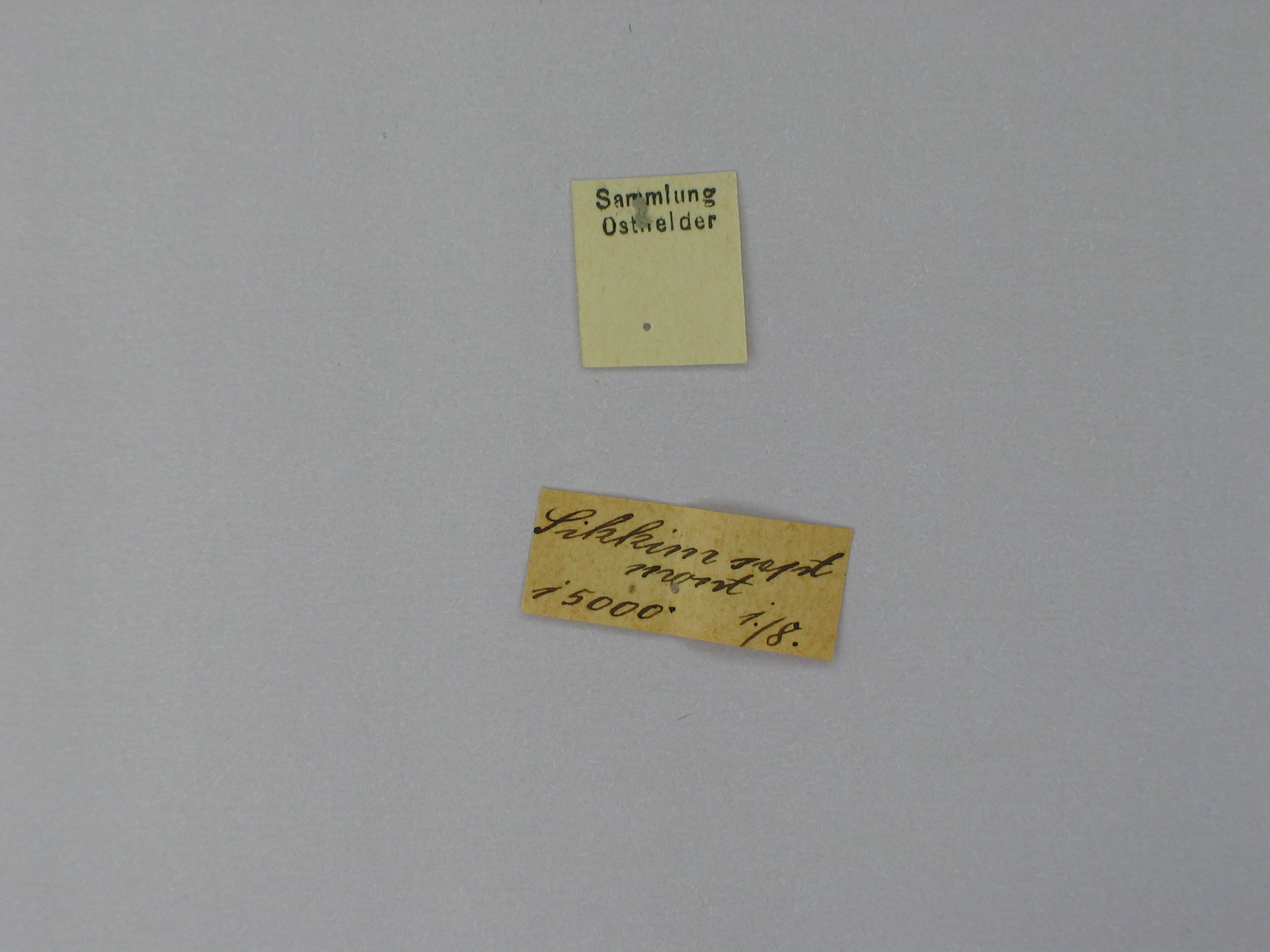